# Catalabus elegans
Catalabus elegans es una especie de coleóptero de la familia Attelabidae. Habita en la India.